# Ditrichophora tirolensis
Ditrichophora tirolensis är en tvåvingeart som först beskrevs av Canzoneri och Rallo 1979.  Ditrichophora tirolensis ingår i släktet Ditrichophora och familjen vattenflugor.
Artens utbredningsområde är Italien. Inga underarter finns listade i Catalogue of Life.